# Automotrice DB 628
L'automotrice 628 è un'automotrice binata a trazione diesel costruita per le ferrovie federali tedesche, progettata per l'uso su linee secondarie a scarso traffico. Venne progettata parallelamente all'automotrice 627, che ne costituiva la versione a una cassa.
Le automotrici 628 furono un prodotto di grande successo e vennero costruite in centinaia di unità ripartite in varie serie.